# Cobus Industries
COBUS — немецкий производитель перронных автобусов, действующий с 1978 года.

## Модельный ряд
- eCOBUS[2][3][4]
- COBUS 3000[5]
- COBUS 2700[6]
- COBUS 2700S
- COBUS 2500
- COBUS 2400
- COBUS Vega[7][8]
- COBUS Hydra[9]

COBUS 2400 — наименьший по габаритам автобус; его длина — 8,7 м, ширина — 2,4 м, высота — 3,1 м, колёсная база — 5,3 м. На эту модель устанавливали двигатели Mercedes-Benz и АКПП Allison АТ542. Вместимость — 84 пассажира (45 без ручной клади, 39 с ручной кладью).

Самая крупногабаритная модель — COBUS 3000. Её длина — 13,8 м, ширина — 3 м, высота — 3,1 м, колёсная база — 7,1 м. На неё устанавливали двигатель Cummins BG-230 с турбонаддувом и АКПП Allison B300. Вместимость — 130 пассажиров.

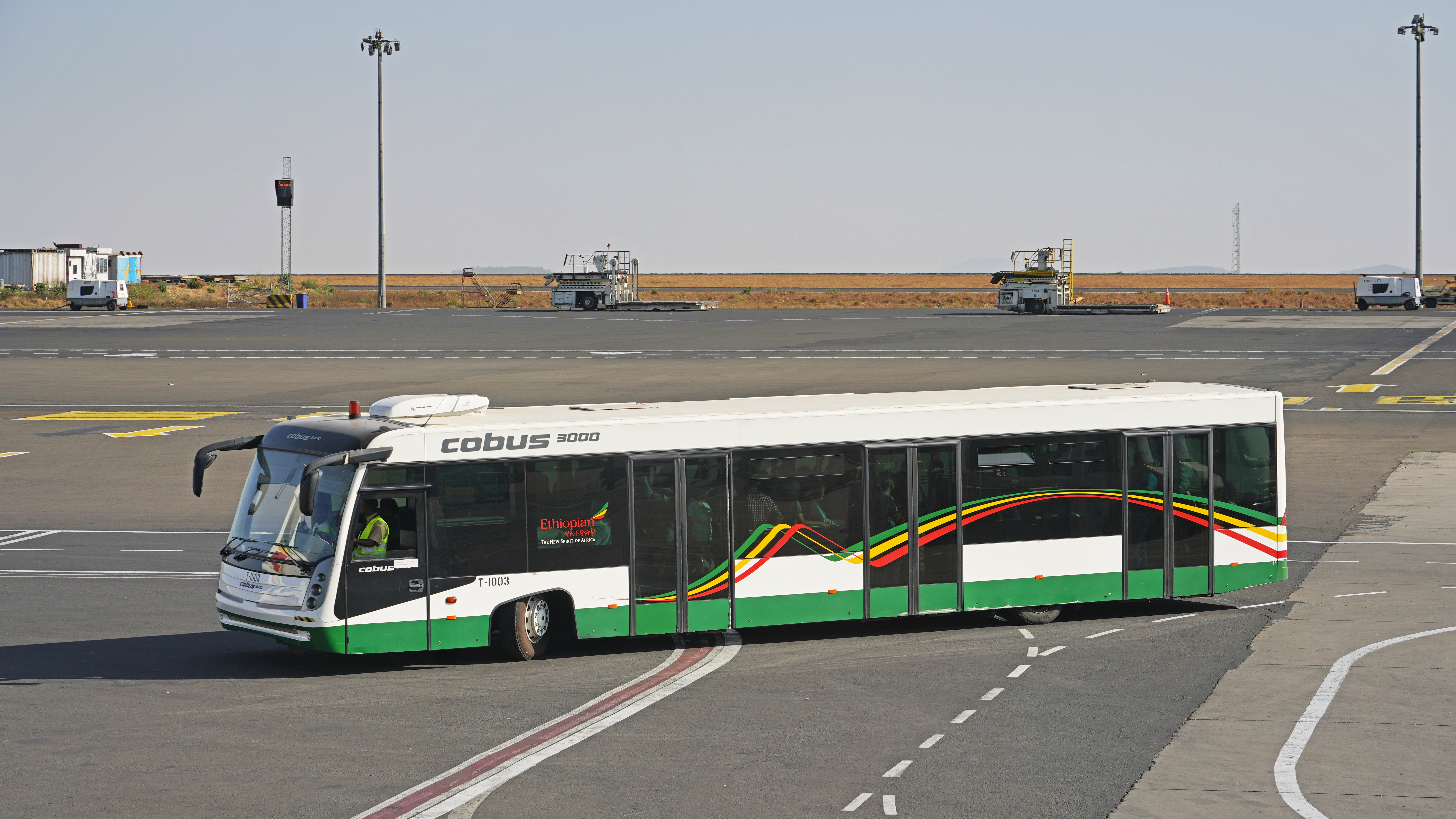
Cobus 3000
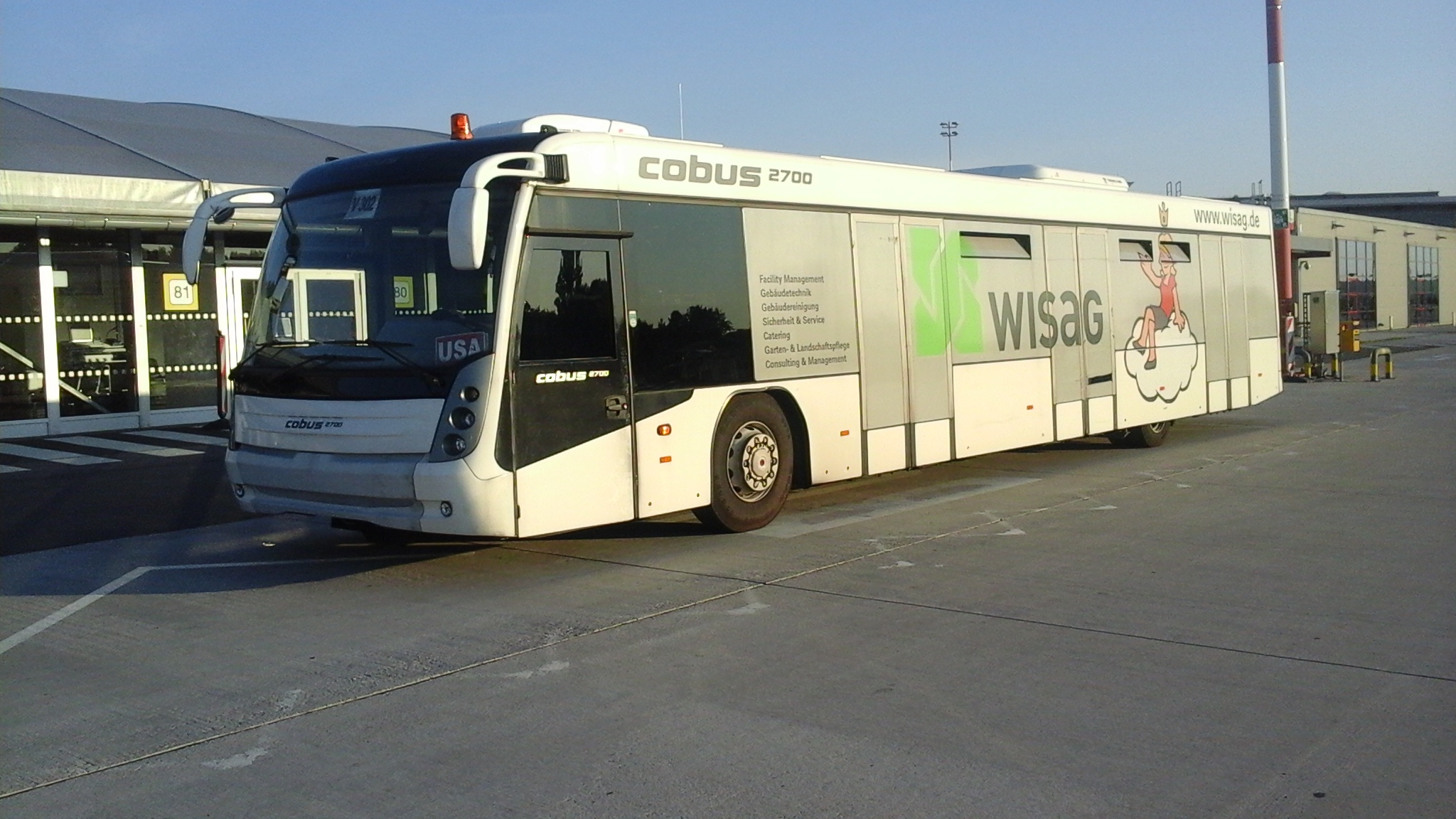
Cobus 2700
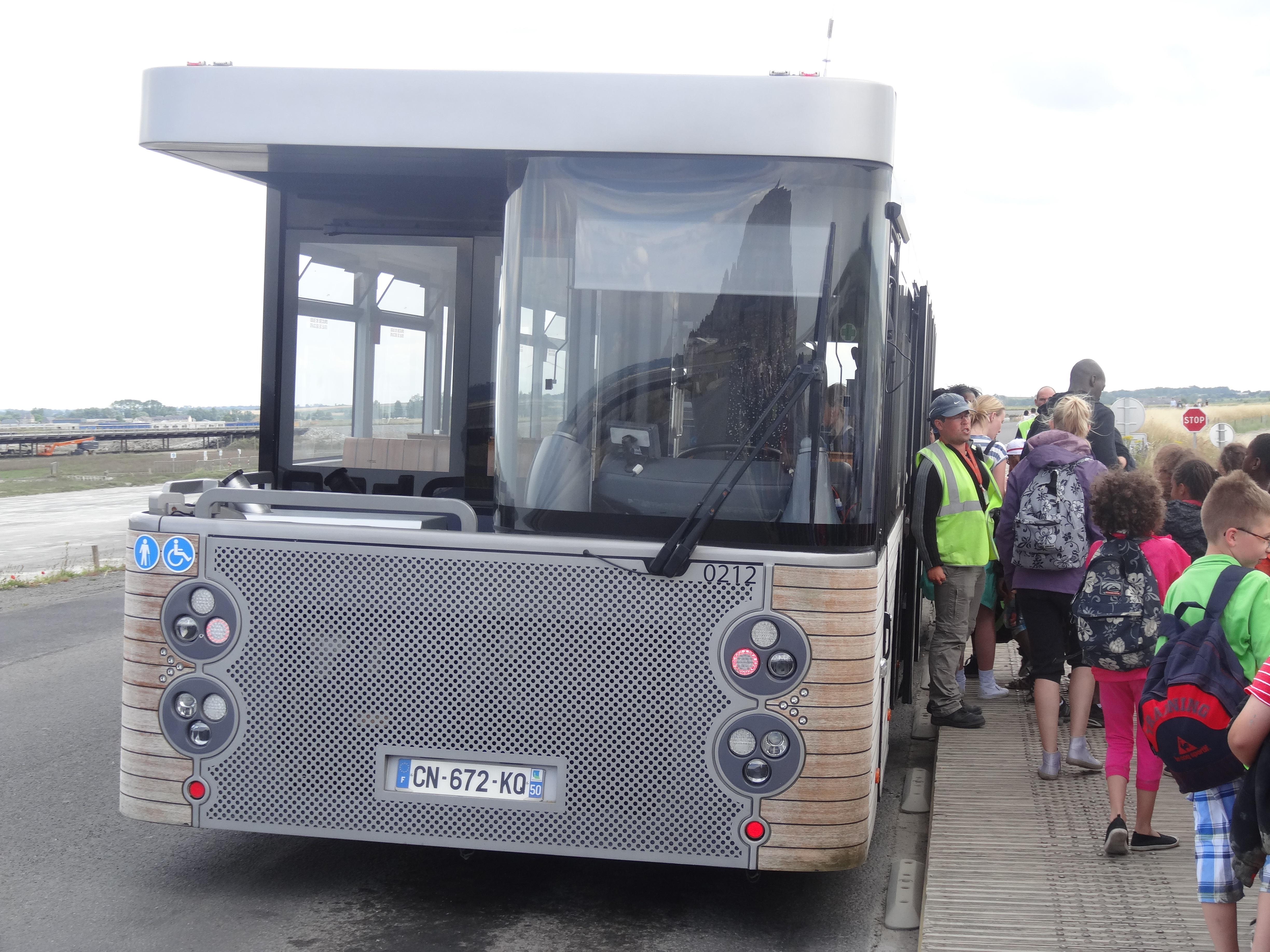
Contrac DES, 2014
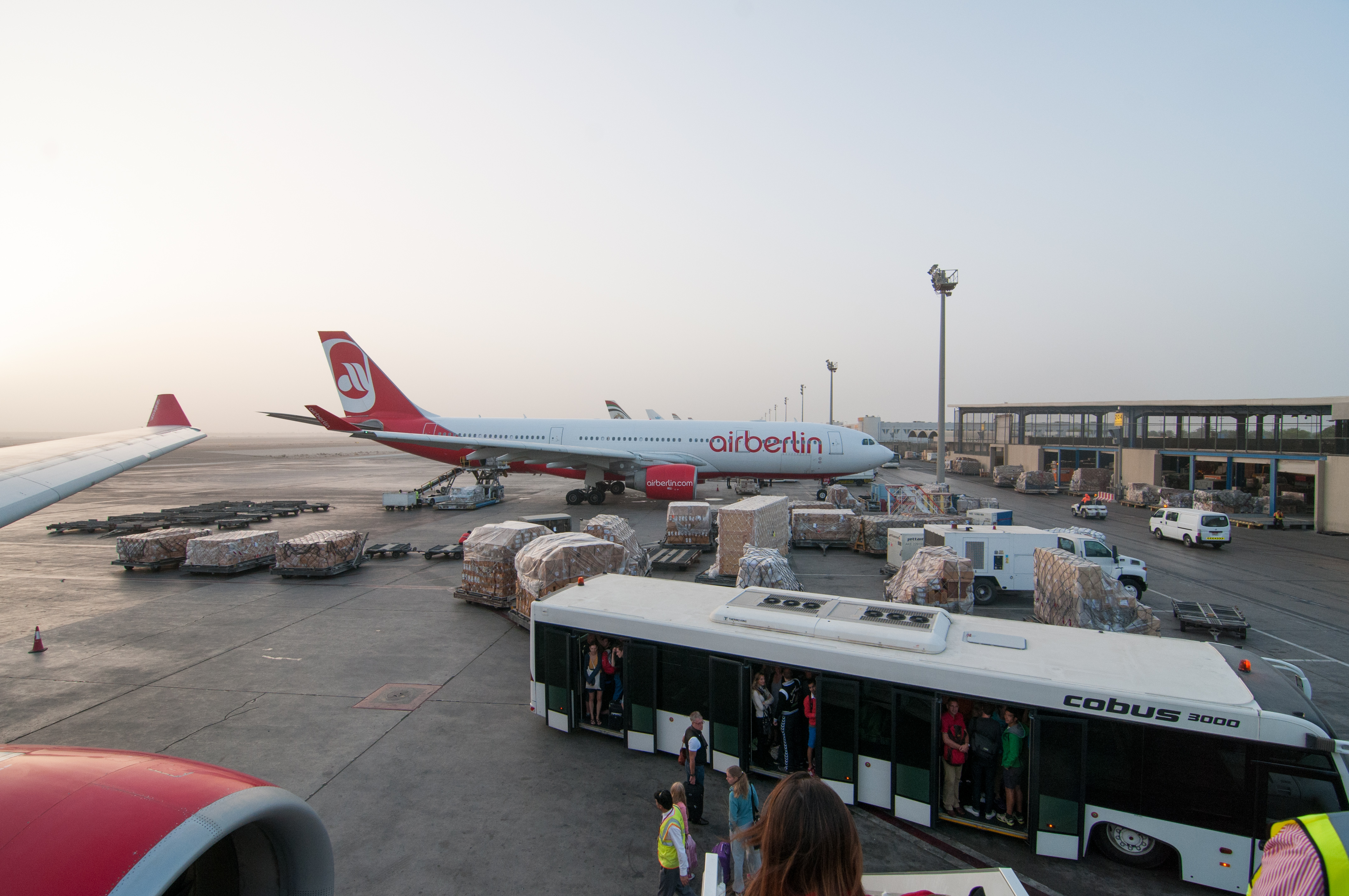
Cobus 3000 в аэропорту Абу-Даби